# ギュンター・アンダース
ギュンター・アンダース（ドイツ語: Günter Anders、1902年7月12日 - 1992年12月17日）は、ドイツの哲学者、ジャーナリスト、エッセイスト、詩人。様々な仕事を経て反核運動を展開した。本名はギュンター・シュテルン（Günter Siegmund Stern）。

## 経歴
1902年、ヴロツワフで生まれた。フライブルク大学でエトムント・フッサールに師事し、1923年に博士号を取得。その後は、左派リベラル日刊紙・ベルリン証券取引所クーリエ紙の記者として勤務し、この頃からアンダース名を使用し始めた。
1929年、同じ哲学者のハンナ・アーレントと結婚(のちに離婚)。1930年代初頭に大学の終身在職権を得ようとしたものの失敗。また、ナチズムの台頭により、1933年にパリへ亡命。1936年にアメリカ合衆国へ亡命した。
第二次世界大戦後
1945年以降、核に反対する活動を積極的に展開。

## 受賞・栄典
- 1983年：テオドール・アドルノ賞受賞。
- 1992年：ジークムント・フロイト賞受賞。

## 思想と業績
著作に、広島・長崎やアウシュヴィッツに関する著作がある。

## 家族・親族
- 元妻：ハンナ・アーレントも哲学者。

## 日本語訳された著書
- 『橋の上の男　広島と長崎の日記』篠原正瑛訳、朝日新聞社 1960
- 『ヒロシマわが罪と罰　原爆パイロットの苦悩の手紙』篠原正瑛訳、筑摩書房 1962
- 『カフカ』前田敬作訳、弥生書房 1971
- 『われらはみな、アイヒマンの息子』岩淵達治訳、晶文社 2007
- 『時代おくれの人間』青木隆嘉訳、法政大学出版局 1994
- 『核の脅威 原子力時代についての徹底的考察』青木隆嘉訳、法政大学出版局 2016
- 『世界なき人間：文学・美術論集』青木隆嘉訳、法政大学出版局 1998
- 『異端の思想』青木隆嘉訳、法政大学出版局 1997
- 『塔からの眺め』青木隆嘉訳、法政大学出版局 1999